# Sebastián Martínez (Fußballspieler, 1993)
Sebastián Ignacio Martínez Muñoz (* 6. Juni 1993 in Santiago) ist ein chilenischer Fußballspieler. Der Mittelfeldspieler absolvierte ein Länderspiel für Chile und wurde auf Vereinsebene vier Mal chilenischer Meister.

## Karriere

### Verein
Sebastián Martínez, auch Chinito genannt, begann seine Profikarriere 2011 bei CF Universidad de Chile. In seiner Debütsaison, der Clausura 2011, wurde der Mittelfeldspieler chilenischer Meister. Bis 2018 kamen drei weitere Meisterschaften und ein Pokalsieg dazu. Zuletzt war er an den CD Huachipato verliehen, zu dem er nach Ende seines Vertrages auch wieder ging. 2021 spielte Chinito leihweise für den CD Palestino und wechselte 2022 zum AC Barnechea. Nach einer Saison bei den Santiago Wanderers schloss er sich 2024 Universidad de Concepción an.

### Nationalmannschaft
Sebastián Martínez absolvierte für Chile beim Freundschaftsspiel gegen Haiti sein einziges Länderspiel. Dabei wurde er in der 66. Spielminute für Marcelo Díaz eingewechselt.

## Erfolge
Universidad de Chile
- Primera División: 2011-C, 2012-A, 2014/15-A, 2016/17-C
- Copa Chile: 2012/13, 2015
- Supercopa de Chile: 2015

## Sonstiges
Sein älterer Bruder Cristhian Martínez ist ebenfalls Profifußballspieler, der auch beim Universidad de Chile seine Karriere begann und ein Länderspiel absolvierte.